# Leptoneta proserpina
Leptoneta proserpina là một loài nhện trong họ Leptonetidae.
Loài này thuộc chi Leptoneta. Leptoneta proserpina được Eugène Simon miêu tả năm 1907.